# Strážovské vrchy
Koordinaten: 48° 55′ N, 18° 30′ O

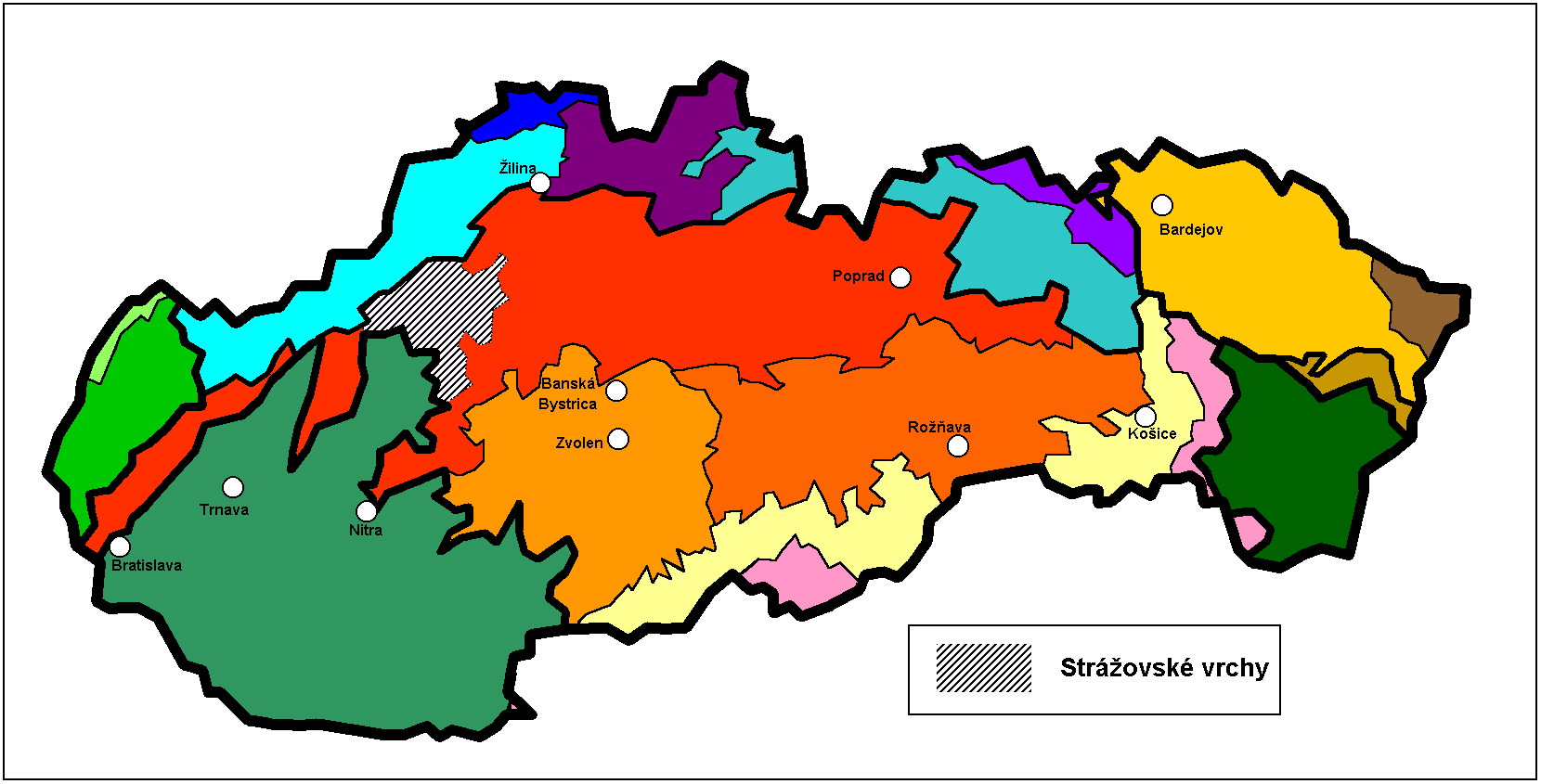
Die Strážovské vrchy innerhalb der Geomorphologischen Einteilung der Slowakei

Die Strážovské vrchy (deutsch Rajetzer Berge) sind ein Kerngebirge in der Westslowakei. 
Der höchste Berg ist der Strážov mit 1213 m n.m., der von Touristen meistbesuchte jedoch der Vápeč mit 956 m n.m., der den Besuchern interessante Fotomotive der Kalkstein- und Dolomitfelslandschaften bietet. 
Ein Teil des Gebirges ist seit 1989 Teil des fast 31.000 Hektar großen Landschaftsschutzgebiets Strážovské vrchy. Der größte Teil des Gebietes ist von Mischwäldern bedeckt.
Die größten Siedlungen des Gebiets sind Trenčianske Teplice, die Thermalquellen von Bojnice, Dubnica nad Váhom, Rajecké Teplice, Ilava und die historisch und durch Volksarchitektur bekannte Gemeinde Čičmany.

## Galerie

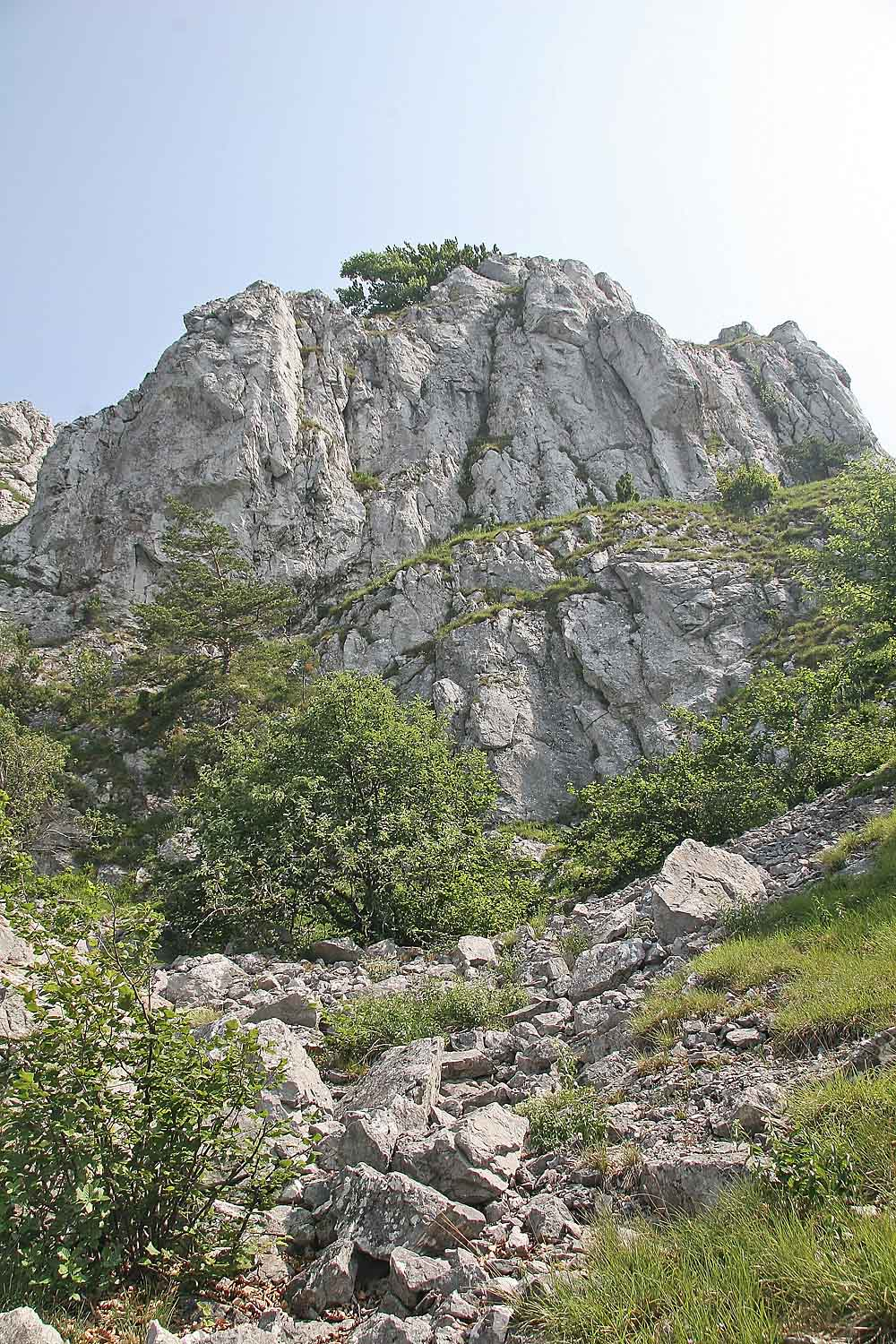
Vápeč (955 m)
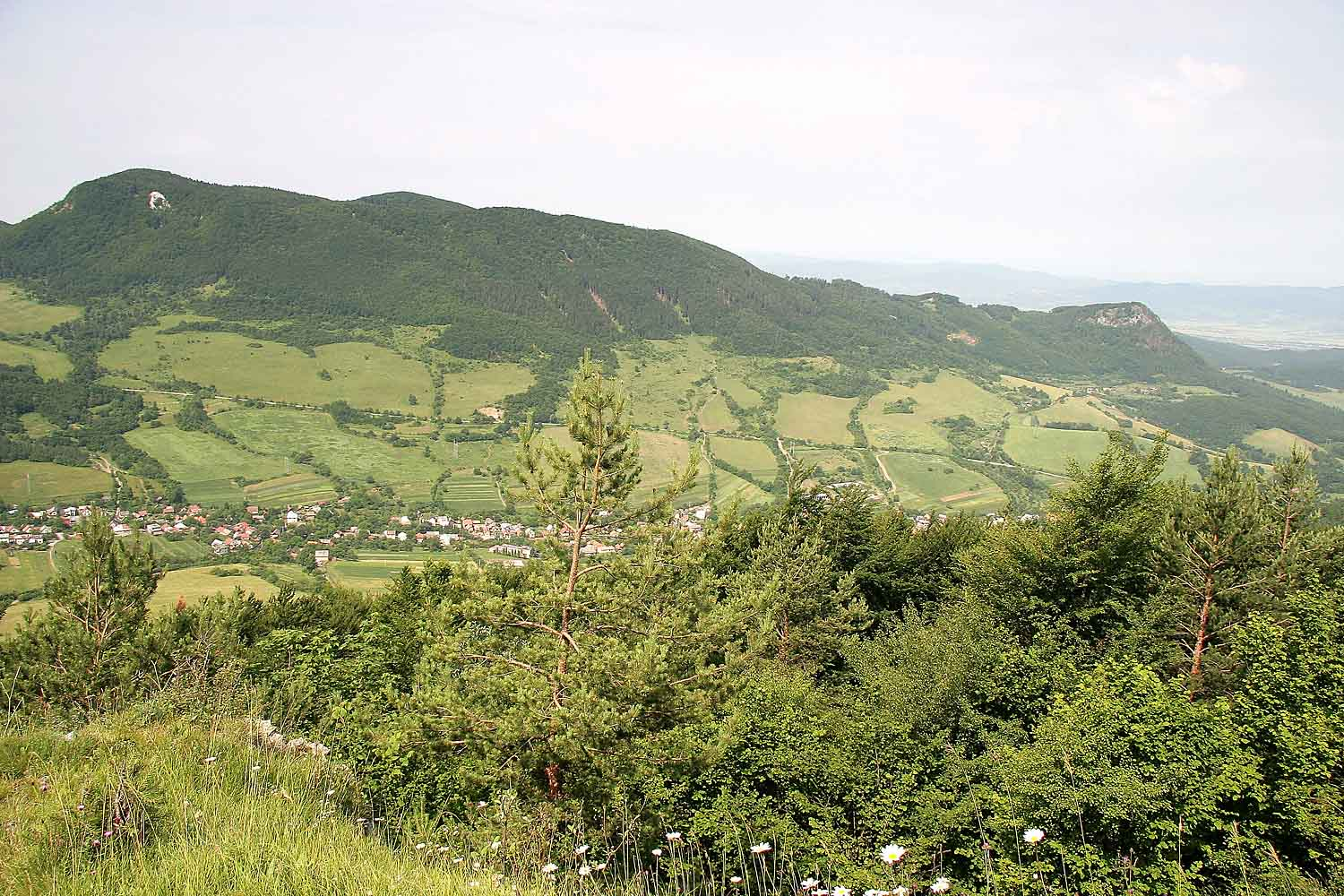
Holazne (901 m)
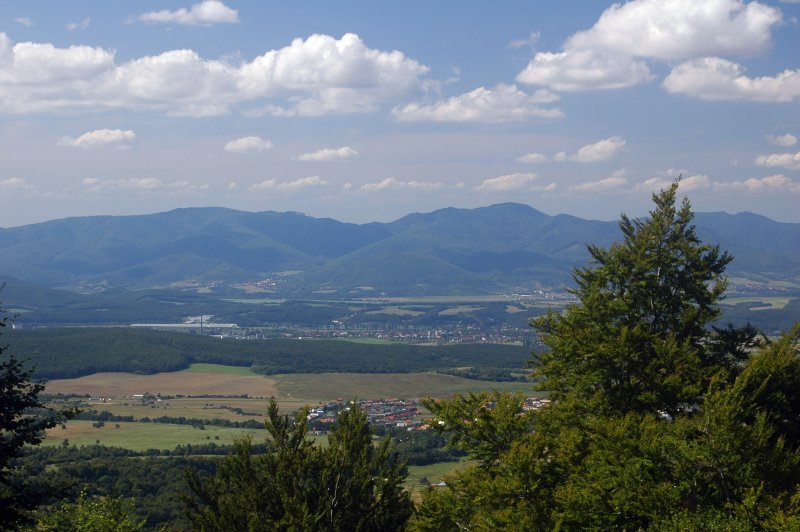
Blick auf das Gebirge von Vtáčnik
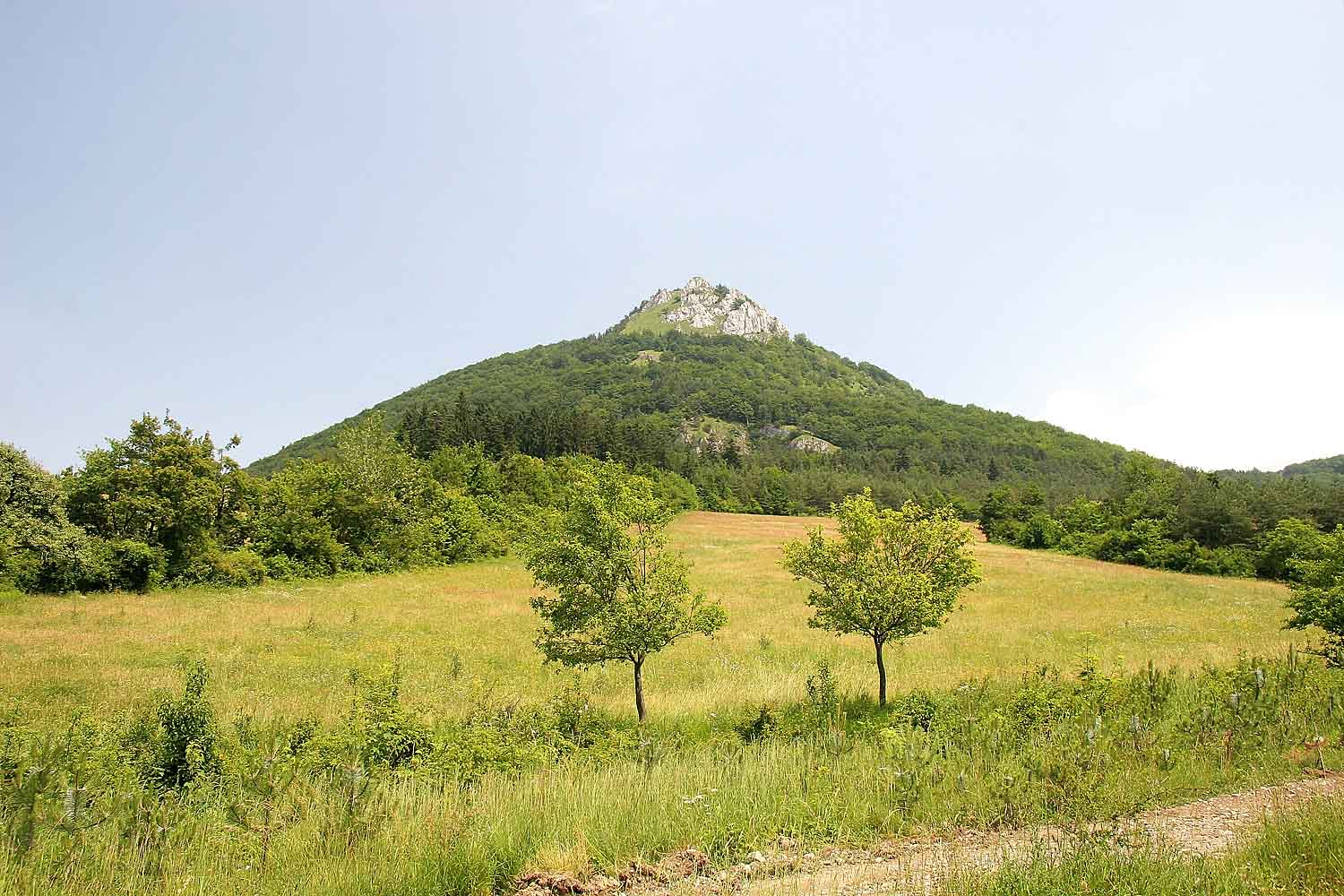
Vápeč von Horná Poruba